# Steampunk

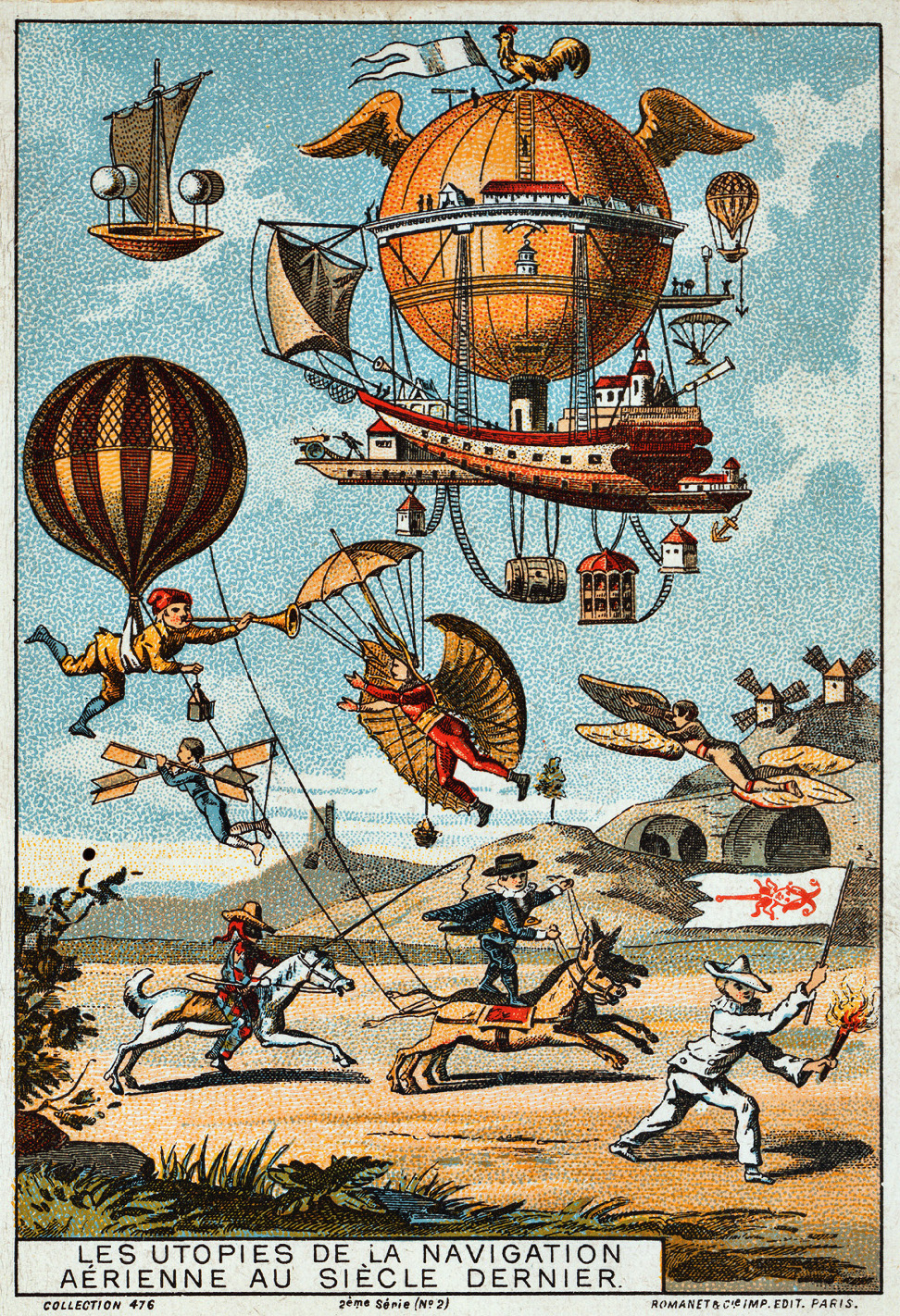
Utopische vliegmachines van de 19e eeuw

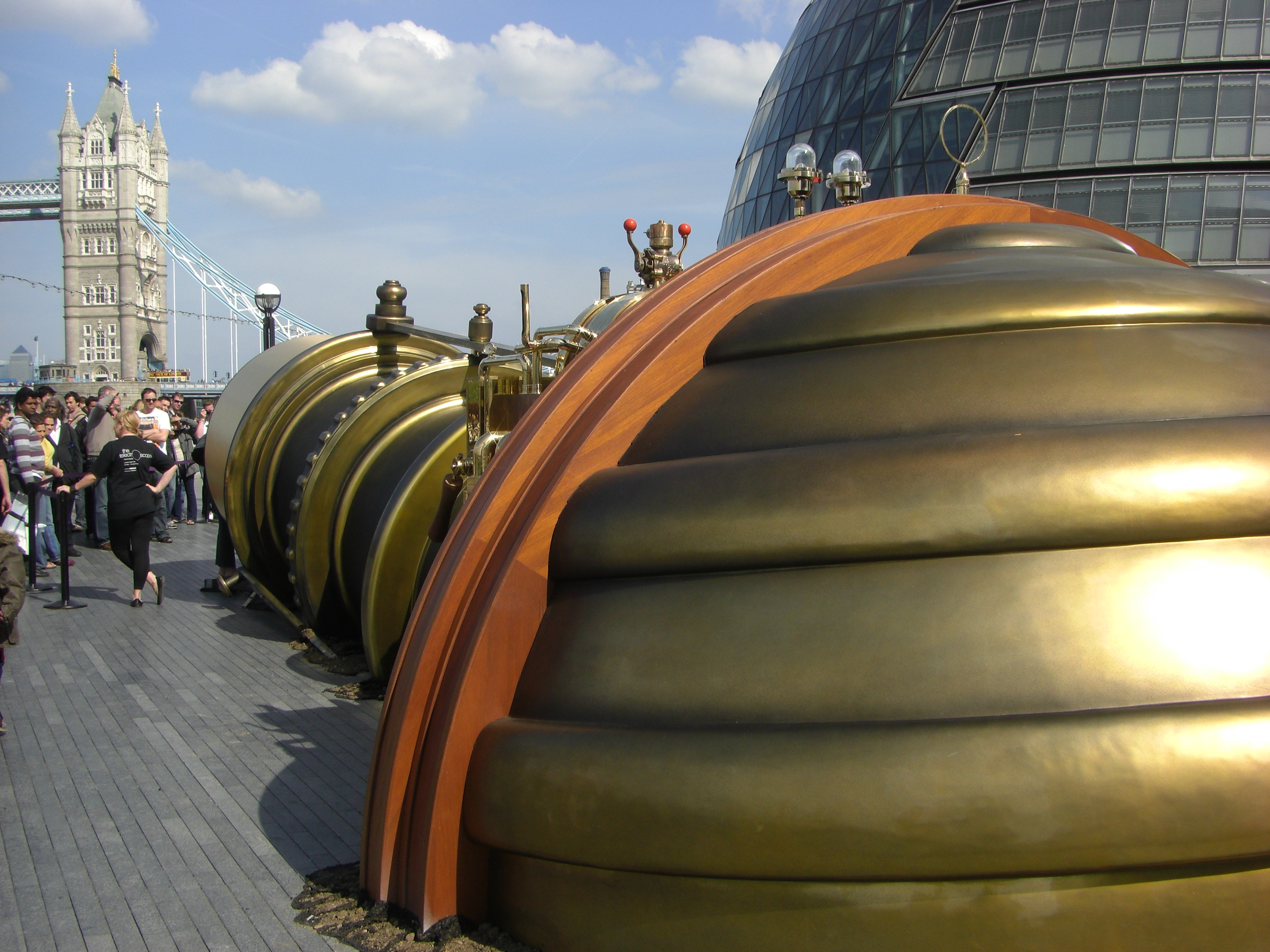
Installatie Telectroscope in Londen

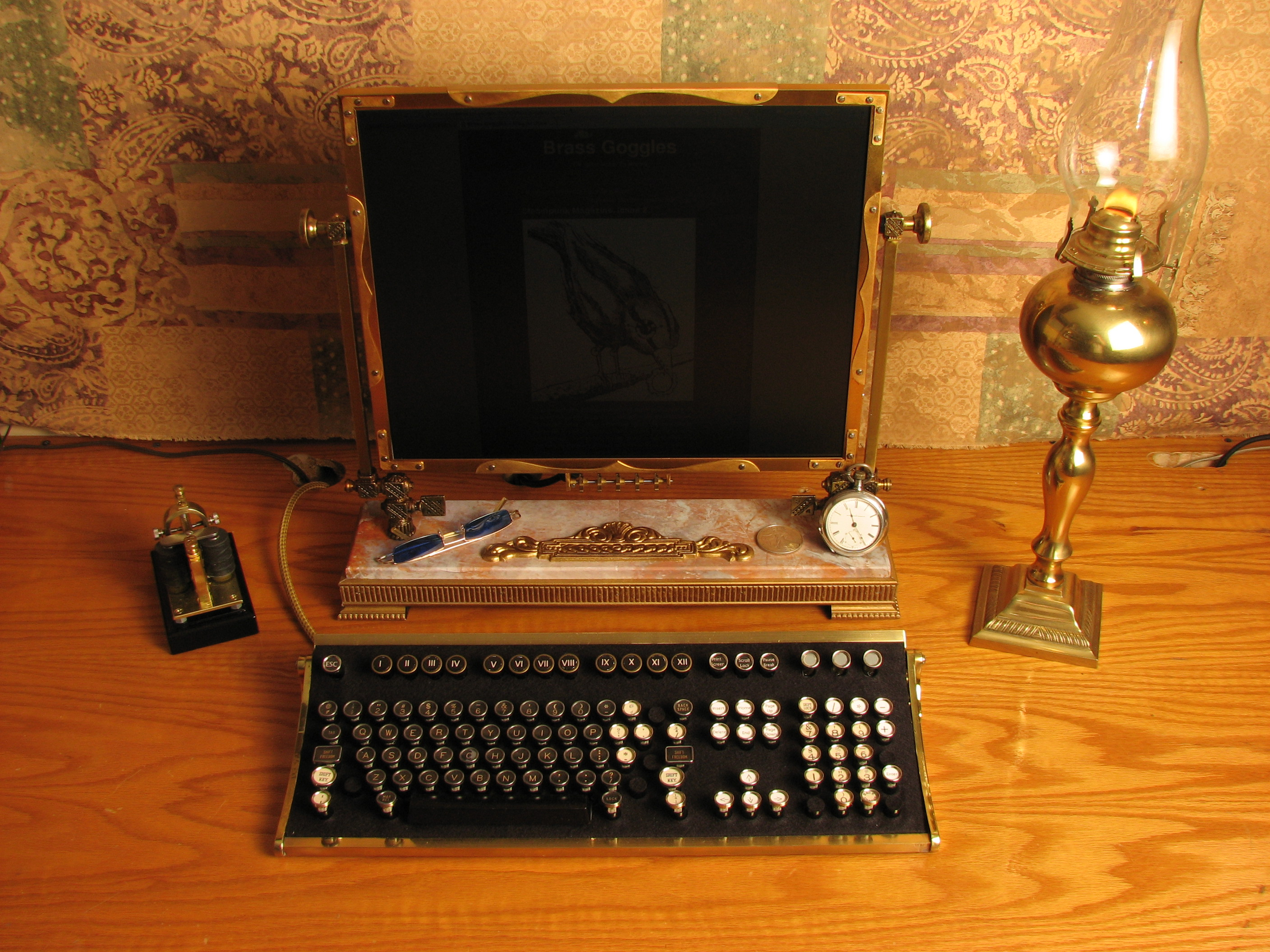
Een steampunkcomputer

Steampunk is een subgenre van fantasie of speculatieve fictie. De term verwijst naar verhalen die zich afspelen in een tijd dat stoomkracht nog de primaire krachtbron was (meestal de 19e eeuw). Daarbij bevatten deze verhalen elementen van sciencefiction of fantasie zoals futuristische uitvindingen en machines, of echt bestaande machines (zoals computers) die veel eerder worden uitgevonden dan in werkelijkheid. Ook geeft dit genre de voorkeur aan metaal boven kunststoffen.

## Oorsprong
Hoewel veel boeken en andere werken die tot dit genre kunnen worden gerekend al eerder werden geschreven, stamt de term zelf uit het einde van de jaren tachtig, als een variant op cyberpunk. De term lijkt te zijn bedacht door sciencefictionauteur K.W. Jeter, die probeerde een algemene term te vinden voor de werken van Tim Powers (auteur van The Anubis Gates, 1983, in het Nederlands verschenen als De poorten van Anubis), James Blaylock (Homunculus, 1986) en zichzelf (Morlock Night, 1979 en Infernal Devices, 1987), die zich afspeelden in het victoriaanse tijdperk.
De eerste steampunkverhalen die onder deze naam uitkwamen waren eigenlijk cyberpunkverhalen die zich afspeelden in het verleden en waarin stoomtechnologie werd gebruikt in plaats van cybernetica. Aanvankelijk hadden deze verhalen net als cyberpunk een dystopische achtergrond. Pas later ontwikkelden de verhalen zich meer in de richting van de utopische thema's van victoriaanse sciencefictionromans.

## Oudere steampunk-werken
De inspiratie van steampunk gaat terug tot de pioniers van het sciencefictiongenre, zoals Jules Verne, H.G. Wells, Mark Twain en Mary Shelley. Elk van deze auteurs schreef verhalen over geavanceerde technologie in de 19e of begin 20e eeuw. Aangezien deze boeken toen ze voor het eerst verschenen nog gesitueerd waren in het "heden" worden deze verhalen als sciencefiction beschouwd.
Ook van invloed op de creatie van steampunk zijn de verhalen van Edward S. Ellis, Luis Senarens en anderen. Verder wordt Mervyn Peake's De beproeving (Titus Alone, 1959), het laatste boek van de Gormenghast-trilogie, gerekend tot de boeken die van invloed waren op het genre.
Een van de eerste films die van grote invloed is op Steampunk is Le voyage dans la lune door Georges Méliès', waarin een reis naar de Maan wordt gemaakt met destijds beschikbare technologie (zoals het afvuren van de raket/capsule met een groot kanon).
Behalve dat hij de term heeft bedacht, wordt K.W. Jeter ook gezien als de auteur die het genre heeft vormgegeven met zijn roman Morlock Night (1979), een vervolg op Wells' De Tijdmachine.

## Recente steampunk
De roman The Difference Engine (1990) van William Gibson en Bruce Sterling wordt gezien als de roman die de term steampunk onder een groot publiek bekend heeft gemaakt. Deze roman verplaatst de personages uit Gibsons en Sterlings cyberpunkwerken naar een alternatieve victoriaanse tijd.
Micha Hamel heeft het principe van de steampunk gebruikt in zijn compositie De rode kimono uit 2012. Het muziekstuk is een ode aan het gelijknamige schilderij uit 1893 van George Hendrik Breitner, dat in het Stedelijk Museum hangt. Op 25 april 2012 verklaarde Hamel in het televisieprogramma De Wereld Draait Door, dat hij geprobeerd had om muziek te maken die in 1893 avant-gardistisch zou hebben geklonken, maar die wel voldoet aan de compositorische eisen die men toentertijd aan muziek stelde.
De groeiende populariteit van steampunk wordt mede veroorzaakt door de aanwezigheid van het genre in veel strips en films, zoals de werken van de Japanse tekenaar Hayao Miyazaki, de Britse schrijver Alan Moore en Kevin O'Neills stripserie The League of Extraordinary Gentlemen. De lang uitgestelde Japanse animatiefilm Steamboy van Katsuhiro Otomo en de film Wild Wild West met Will Smith zijn eveneens recente voorbeelden van het steampunkgenre. Ook de serie De Legende van Korra en de meest recente film in de Hunger Games serie, The Hunger Games: The Ballad of Songbirds & Snakes, heeft esthetische elementen uit de stijl.

### Attractieparken

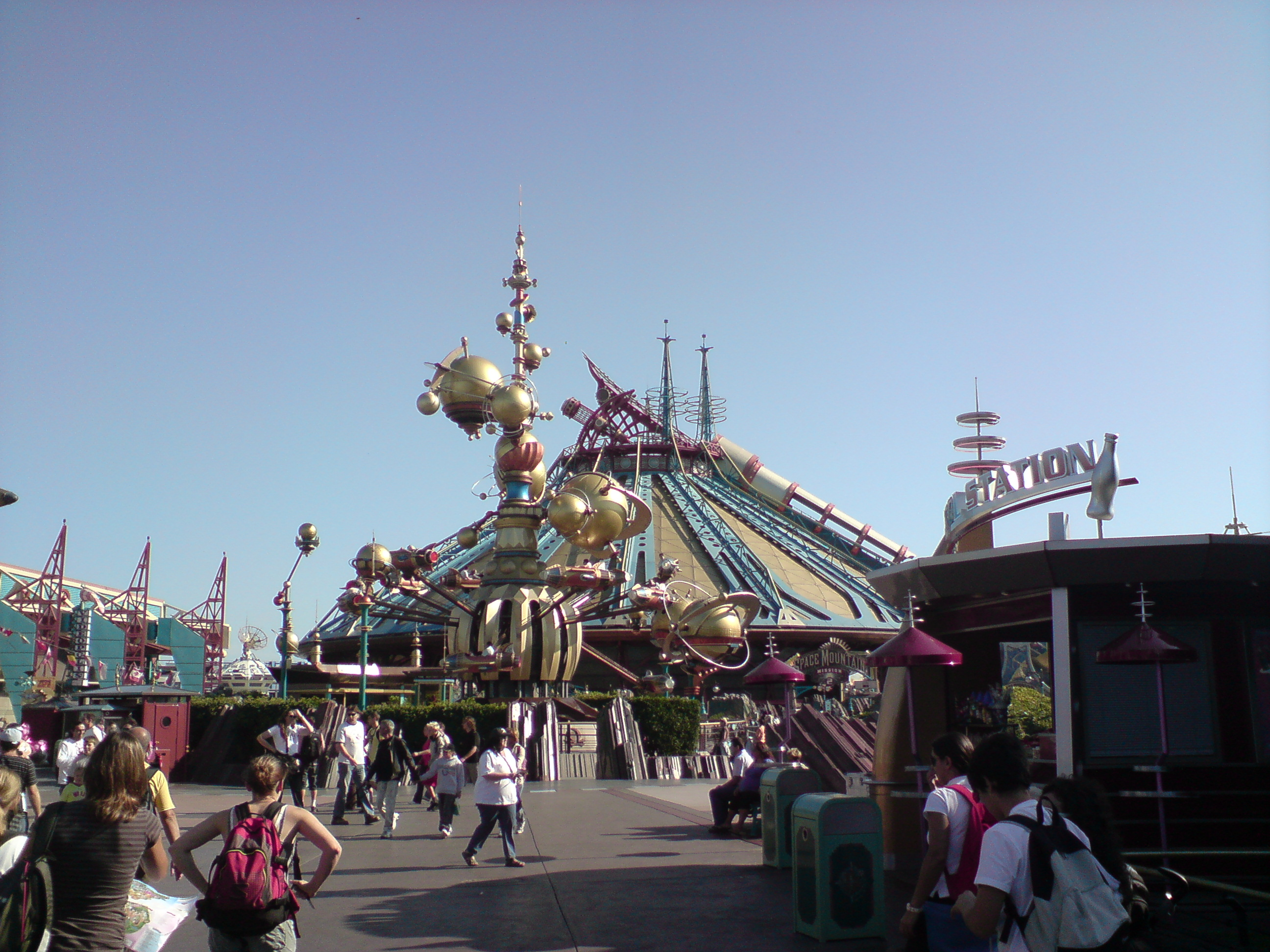
De in steampunk uitgevoerde koepel van Space Mountain en andere attracties in Disneyland Parijs.

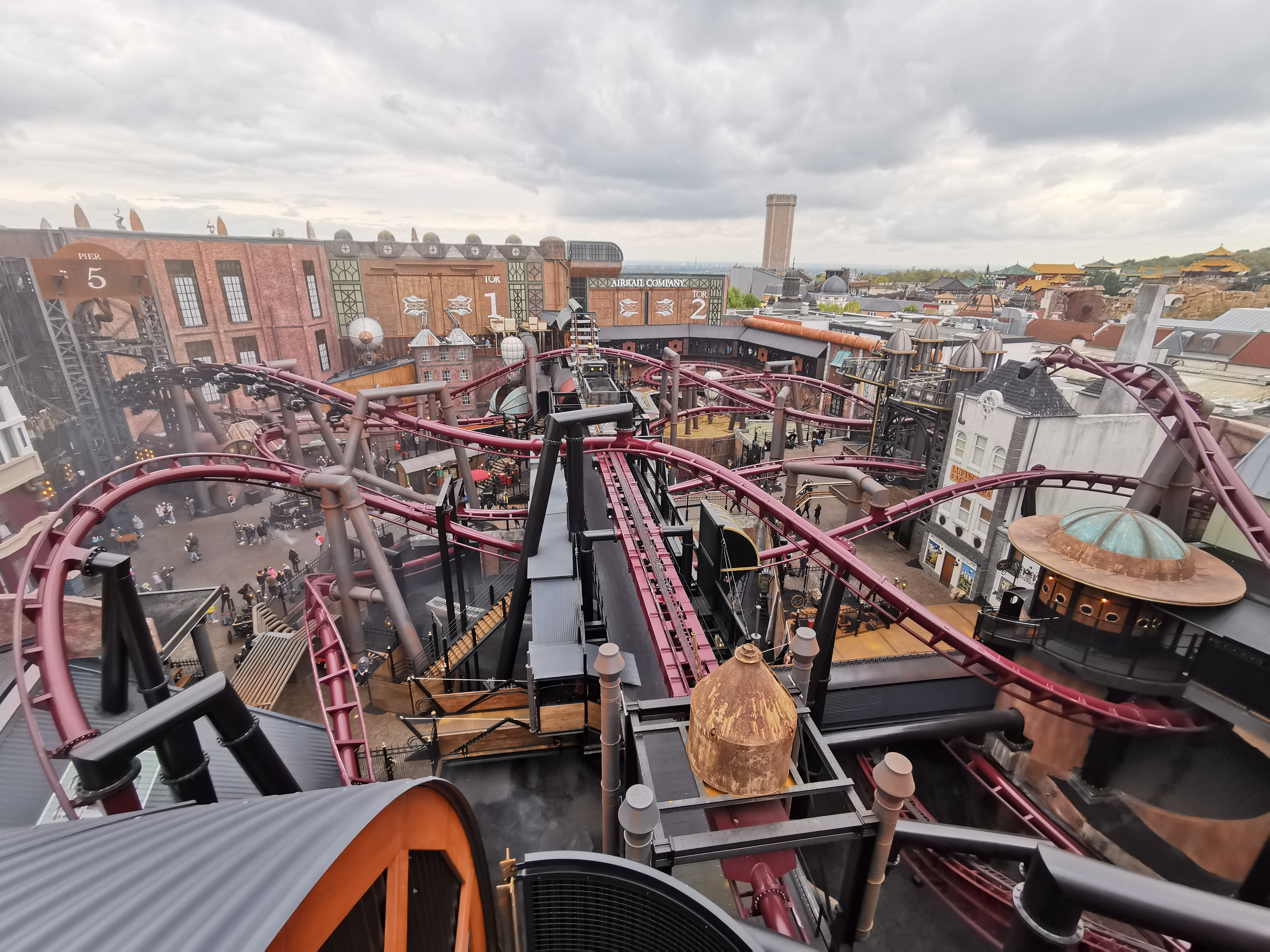
Themagebied Rookburg in Phantasialand.

In moderne themaparken wordt steampunk geregeld toegepast als hoofdthema van een attractie of themagebied. Voorbeelden hiervan:
- In Disneyland Paris is, in tegenstelling tot zijn voorgangers in Amerika en Japan, een volledig themagebied aan steampunk gewijd: Discoveryland. Veel attracties in dit gebied zijn gebaseerd op verhalen van Jules Verne. Ook de ontwerpen zijn geïnspireerd op die van Jules Verne, of komen uit Disneyfilms. Voorbeelden zijn Les Mystères du Nautilus, een attractie in de vorm van een onderzeeboot gebaseerd op Verne's roman Twintigduizend mijlen onder zee, Space Mountain, een overdekte achtbaan gebaseerd op zijn roman De reis om de maan en het inmiddels verdwenen Visionarium, geïnspireerd op het boek De Tijdmachine van H.G. Wells.
- De attractie Maximus' Blitz Bahn in attractiepark Toverland wordt steampunk gebruikt als hoofdthema van de attractie. Het personage in deze attractie is een uitvinder die allerlei machines op stoomaandrijving realiseert.
- Het themagebied Rookburgh in het Duitse Phantasialand. Achtbaan F.L.Y., de restaurants Uhrwerk en Bar 1919, en het hotel Charles Lindbergh zijn in steampunkstijl vormgegeven.[3][4]

## Categorieën binnen steampunk
Hoewel de term oorspronkelijk alleen betrekking had op sciencefictionverhalen die zich afspeelden in het victoriaanse tijdperk, is steampunk nu ook een standaardterm voor veel andere fictieverhalen die zich afspelen voor de Eerste Wereldoorlog. Het tijdperk daarna wordt "dieselpunk" genoemd.
De allereerste steampunkwerken hadden een historische achtergrond. Latere werken plaatsten de elementen van het genre echter ook in fantasiewerelden die weinig tot geen relatie hadden met een specifiek historisch tijdperk.

### Historische-Steampunk
Deze categorie omvat steampunkwerken die zich afspelen in een duidelijk herkenbaar tijdperk waarin de industriële revolutie al begonnen is maar elektriciteit nog niet de primaire energiebron is. Voorbeelden uit deze categorie zijn de verhalen van H.G. Wells en Jules Verne, maar ook bijvoorbeeld de Disneyfilm Atlantis: De Verzonken Stad, de roman The Difference Engine en het rollenspel Space: 1889.
Een andere bekende categorie binnen historische steampunk is "Western steampunk": sciencefiction in een westernomgeving. Een voorbeeld hiervan is de Amerikaanse televisieserie The Wild Wild West, de Amerikaanse film Wild Wild West en het rollenspel Deadlands.

### Fantasiewereld-Steampunk
Sinds de jaren negentig duiken ook steeds meer steampunkwerken op die zich afspelen in fantasiewerelden die niet echt geplaatst kunnen worden in een bepaalde tijdsperiode. China Miéville is een goed voorbeeld van een fantasiesteampunkauteur. Voorbeelden uit deze categorie zijn de Iron Kingdoms van producent Privateer Press, een Dungeons & Dragons-achtige spelomgeving, en de wargame Warmachine.
Er zijn tevens vele voorbeelden van het steampunksubgenre in anime (Japanse tekenfilms) en mangaseries (Japanse stripverhalen) als Fullmetal Alchemist en Howl's Moving Castle.
Van recentere datum zijn de Warcraft-computerspellen. Zeker in de latere spellen komen machines en uitvindingen op stoomkracht voor. Dit is te zien in onder andere het videospel World of Warcraft.
In de spellenreeks The Elder Scrolls komen steampunkelementen voor in de verloren beschaving van de Dwemer. In de ruïnes van hun fabriekachtige burchten, die in Morrowind en Skyrim zijn te vinden, werkt alles op stoom.
In het computerspel Myst werd ook een steampunkwereld geschetst.
Ook in het Suske en Wiske-album De Rookburgh Rookies wordt het steampunkgenre geschetst in een fantasiewereld. In dit album redden de vrienden Rookburgh van de gemene robot An Traciet die het gebied vervuilt door stoom te leveren aan de rijke mensen die wordt opgewerkt met goorkool. Dit doen zij tijdens een rit in de achtbaan F.L.Y. die dwars door Rookburgh in Phantasialand gaat.

## Subgenres binnen Steampunk
Hoewel de term oorspronkelijk betrekking had op sciencefictionverhalen die zich afspeelden in het victoriaanse tijdperk, is Steampunk ook een standaardterm voor andere fictieverhalen die zich afspelen in andere periode van de geschiedenis. Omdat de retro-futuristische stijlen verschillen wordt er onderscheid gemaakt tussen de verschillende tijdperken die de inspiratie vormen voor de achtergrond van het verhaal of de visuele stijl van de wereld. 
- Clockworkpunk: verwijst naar verhalen die zich meestal voor 1700 afspelen, waarin machines werken op uurwerken, wind- en waterkracht. Voorbeelden hiervan zijn Iron Grip, Assassin's Creed.
- Steampunk: Verhalen waarin stoom de primaire energiebron is, zoals victoriaans Engeland. Voorbeelden zijn; Steamboy en Porco Rosso.
- Dieselpunk: Werelden die zijn geïnspireerd door de eerste helft van de 20ste eeuw, zoals de Eerste of Tweede Wereldoorlog. Bijvoorbeeld; Last Exile, Iron Skies en Hellboy.
- Atompunk: Verwijst naar de naoorlogse periode tot aan de val de Berlijnse Muur waarin kernenenergie de primaire energiebron is. Het wordt gekenmerkt door de typische Googie-architectuur. Een mooi voorbeeld is de animatieserie The Jetsons.

Het onderscheid tussen de bovenstaande subgenres is echter niet leidend en het wordt betwist of dit onderscheid überhaupt wel moet worden gemaakt. In conversatie wordt dit onderscheid meestal gebruikt om het esthetische kader van een film of boek te beschrijven. Zoals de historische context, mode, architectuur of technologie.

## Film en animatie: Steampunk als esthetische stroming
Na de opkomst van Steampunk in de jaren tachtig kwam een esthetische stroming tot stand waarmee Steampunk vandaag de dag mee wordt verbonden. Op sciencefiction-conventies in Engeland en Amerika verschenen mensen in victoriaanse kostuums met futuristische wapens en machines. Veel van deze kostuums waren gebaseerd op oude films, zoals Le voyage dans la lune (1902) van Georges Méliès, Metropolis (1927) van Fritz Lang, Twintigduizend mijlen onder zee (1954) van Richard Fleischer en Chitty Chitty Bang Bang (1968) van Ken Hughes. Deze films worden gekenmerkt door anachronistische voertuigen en machines die centraal staan in het plot.
De vormgeving in de bovenstaande films vormen de inspiratie voor de moderne Steampunk, maar ook media, zoals anime en manga hebben door de sprekende ontwerpen en anachronistische kenmerken een grote invloed op de vormgeving.
Vanaf de jaren 70 wordt in de Japanse anime ook veel gebruikgemaakt van anachronistische werelden en machines. Vooral in Japanse Space Opera's, zoals Space Battleship Yamato (1973), worden ruimteschepen vaak gebaseerd op ouderwetse zeeschepen. Karakters dragen vaak napoleontische of victoriaanse kostuums, zoals in Glassfleet (2006) en Gundam Wing (1995). In de serie Last Exile (2003) werd de mode uit de interbellumperiode (1920-1939) gecombineerd met Art deco door de futuristische tekenaar en ontwerper Range Murata, die onbeperkt budget kreeg van Studio Gonzo voor dit project.

## Steampunk in de Mainstream
Steampunk wordt anno 2013 met name in de Verenigde Staten algemeen bekend en ook in Europa groeit de gemeenschap Steamers.
Justin Bieber bracht in 2011 een Steampunk gethemateerde muziekvideo uit. Dit is een cover van Santa Claus is Coming to town, die voor de film Arthur Christmas was gemaakt.
Lego heeft in 2013 Steampunk-bouwdozen uitgebracht die onderdeel zijn van Lego Master Builder Academy - Invention Designer Level 4.

## Festivals en conventies in Nederland
In Nederland vonden in 2008 de eerste twee steampunkfestivals plaats: Nox Obscura werd gehouden in een oude treinloods in Amersfoort. Het was een combinatie van kunstexpositie, workshops en theater met muziek uit het gothicgenre. GOGBOT werd in Enschede georganiseerd met multimediakunst en muziek, samengesteld met medewerking van de Amerikaanse sciencefictionschrijver Bruce Sterling.
Nox Obscura ging in 2010 teloor vanwege de slechte voorverkoop waardoor er op Steampunk gebied weinig werd georganiseerd buiten de gevestigde fantasy festivals om, zoals Castlefest en Elf Fantasy Fair. In 2012 kwam een revival met Emporium Vernesque in Arnhem en The Dutch European Steampunk Convention (D.E.S.C.) te Meppel in 2013 en vanaf 2016 werd het gehouden op Middeleeuws Winschoten. 
In 2017 begon een nieuw evenement TIME - The Illuminating, Mechanical & Extraordinary als onderdeel van Fantasiafest Leeft.